# Super CCD

Disposizione dei sensori su matrici Super CCD.

Il Super CCD è un sensore Charge Coupled Device (CCD) proprietario sviluppato da Fujifilm a partire dal 1999 per le proprie macchine fotografiche digitali.
Nel 2003 Fujifilm presenta la quarta generazione del Super CCD in due varianti, denominate Super CCD HR (High Resolution, alta risoluzione) e Super CCD SR (Super dynamic Range, miglior intervallo dinamico). A partire da questa generazione il Super CCD (sia HR, sia SR) adotta pixel ottagonali, anziché quadrati o rettangolari, disposti su file inclinate di 45°. In questo modo, a parità di numero di pixel, si ottiene una risoluzione verticale e orizzontale più alta a discapito di quella diagonale.
Nella versione SR, nello stesso pixel (o fotosito) sono presenti due fotodiodi di dimensioni reciproche molto diverse. Il fotodiodo più grande raccoglie più luce e fornisce migliori informazioni in condizioni di scarsa illuminazione, mentre il più piccolo si satura meno facilmente e quindi è idoneo alla ripresa di zone fortemente illuminate. Elaborando opportunamente i dati raccolti dai due fotodiodi è possibile ottenere un aumento dell'intervallo dinamico della luminosità. Secondo Fujifilm, questo rende le fotografie scattate simili a quelle ottenibili con una macchina fotografica tradizionale.
Data l'inusuale inclinazione delle file di fotodiodi, è necessario convertire l'immagine prodotta dal Super CCD in modo da ottenere il normale orientamento verticale/orizzontale dei pixel perché l'immagine risultante abbia un formato standard e risulti quindi portabile. La quarta generazione di Super CCD compie l'operazione interpolando un pixel fra ogni paio di fotositi, generando quindi un'immagine di 12 Megapixel a fronte di un sensore da 6. La quinta generazione di Super CCD, introdotta nel 2005, sfrutta ugualmente la forma e la disposizione dei fotositi, ma non usa l'interpolazione per produrre l'immagine finale; Fujifilm non ha rivelato come questa serie affronti la conversione. ()
Nel 2006 Fujifilm introduce la sesta generazione del sensore, con misura 1/1.7 di pollice e 6.3 Megapixel effettivi (eccettuata una versione specifica per la fotocamera F40fd avente dimensioni di 1/1.6 di pollice e 8.3 Megapixel effettivi). I punti di forza di questa serie sono la buona qualità delle immagini anche con sensibilità elevata (fino a ISO 800) e le prestazioni in condizioni di scarsa illuminazione. Questo Super CCD è montato sulle bridge digital camera FinePix S6500fd (2006) e sulle compatte FinePix F-series F30, F20 (2006), F31fd e F40fd (2007).
Alla fine del 2007 nasce la settima generazione, di 1/1.6 di pollice e 12 Megapixel effettivi, che equipaggia la Fuijfilm FinePix F50d (2007). Anche se dotato di una buona risoluzione, questo sensore non vanta le stesse doti della sesta generazione nell'uso con sensibilità ISO elevata. La ragione sta proprio nella maggior densità di pixel in uno spazio leggermente più ristretto per cui, a parità di luce ambientale, ogni fotosito riceve meno luce rispetto alla precedente versione.
A metà 2008 Fujifilm lancia l'ottava generazione, che mantiene le dimensioni e la risoluzione della settima e concentra i miglioramenti nel ritorno a buone prestazioni anche con elevata sensibilità ISO. Questo sensore equipaggia la Fujifilm FinePix F100d (2008).